# 33街-羅森街車站
33街-羅森街車站（英語：33rd Street–Rawson Street station）是紐約地鐵IRT法拉盛線一個慢車地鐵站，位於皇后區跨過皇后林蔭路的一個混凝土高架橋，設有7號線（任何時候停站）列車服務。

## 歷史
法拉盛線於1917年4月21日啟用，由皇后區廣場往103街-可樂娜廣場，並在33街設有一個車站。
33街車站的月台於1955－1956年延長以容許11節列車。

## 車站結構
| 月台層   |                                                  |                                       |
| 側式月台 |                                                  |                                       |
| 南行慢車 | ← 往34街-哈德遜調車場 (皇后區廣場)               |                                       |
| 尖峰快車 | ← 上午繁忙時段不停靠 ← 黃昏繁忙時段/晚上不停靠 → |                                       |
| 北行慢車 | → 往法拉盛-緬街 (40街-勞爾利街) →                |                                       |
| 側式月台 |                                                  |                                       |
| 夾層     | 夾層                                             | 閘機、車站詢問處、Metrocard自動售票機 |
| Ground   | 街道層                                           | 出入口                                |

此站設有兩個側式月台和三條軌道。中央軌道在繁忙時段按尖峰方向由<7>號線快車使用。

## 外部連結
- nycsubway.org—IRT Flushing Line: 33rd Street/Rawson Street
- Station Reporter — 7 Train
- The Subway Nut — 33rd Street–Rawson Street Pictures（页面存档备份，存于）
- MTA's Arts For Transit — 33rd Street–Rawson Street (IRT Flushing Line)
- 33rd Street entrance from Google Maps Street View（页面存档备份，存于）
- 34th Street entrance from Google Maps Street View（页面存档备份，存于）
- Platforms from Google Maps Street View